# Prymachina
Prymachina (łac. primaquinum) – wielofunkcyjny organiczny związek chemiczny, pochodna 8-aminochinolowa, stosowany w leczeniu malarii.

## Mechanizm działania
Dokładny mechanizm działania prymachiny pozostaje nieznany. Wydaje się, że prymachina może zaburzać działanie ubichinonu jako nośnika elektronów i poprzez to upośledzać funkcjonowanie mitochondriów zarodźców. Innym postulowanym mechanizmem jest tworzenie wewnątrzkomórkowych potencjałów oksydacyjnych przez wysoce reaktywne metabolity prymachiny. 
Prymachina jest skuteczna wobec pozakomórkowych postaci zarodźca owalnego, oraz zarodźca ruchliwego jej działanie na pozostałe formy zarodźców jest słabe. Wykazuje również skuteczność wobec Pneumocystis jiroveci.

## Zastosowanie
Zgodnie z wytycznymi WHO prymachina powinna być stosowana w następujących wskazaniach:
- radykalne leczenie infekcji zarodźcem ruchliwym (Plasmodium vivax) oraz zarodźcem owalnym (Plasmodium ovale)
- profilaktyka u osób narażonych w wysokim stopniu za zakażenie zarodźcem ruchliwym oraz zarodźcem owalnym
- zmniejszenie ryzyka przenoszenia zarodźca sierpowatego (Plasmodium falciparum) z osób zarażonych na widliszki w programach eradykacji malarii na obszarach zagrożonych występowaniem zarodźca sierpowatego opornego na artezunat
- alternatywny lek w profilaktyce pierwotnej przeciwko wszystkim gatunkom zarodźca

Prymachina jest stosowana wyłącznie w połączeniu artezunatem lub też z chlorochiną z wyjątkiem profilaktyki pierwotnej. 
Przed podaniem prymachiny konieczne jest oznaczenie stężenia dehydrogenazy glukozo-6-fosforanowej. 

### Zastosowania pozarejestracyjne
- profiktyka i leczenie pneumocystozy w połączeniu z klindamycyną[5]

Prymachina znajduje się na wzorcowej liście podstawowych leków Światowej Organizacji Zdrowia (WHO Model Lists of Essential Medicines) (2019).
Prymachina nie jest dopuszczona do obrotu w Polsce (2020).

## Działania niepożądane
Prymachina może powodować następujące działania niepożądane: bóle brzucha, leukopenia, methemoglobinemia u pacjentów z niedoborem reduktazy dinukleotydu nikotynoamidoadeninowego ((NADH), niedokrwistość hemolityczna przy niedoborze dehydrogenazy glukozo-6-fosforanowej, nudności, wymioty.